# Duane Joyce
Duane A. Joyce (Kanada, Manitoba, Pembroke, 1965. május 5. –) volt profi jégkorongozó.

## Karrier
Karrierjét a Union College egyetemi csapatban kezdte, ahol négy idényt játszott. 1987–1988-ban az AAHL-beli Virginia Lancersbe került. Innen az AHL-be a Springfield Indiansbe ment, ahol még egy idényt játszott. 1989–1990-ben az IHL-be a Muskegon Lumberjacksben játszott, de szezon közben a Fort Wayne Kometsbe igazolt át majd megint átigazolt a Kalamazoo Wingsbe. A következő szezont is a Kalamazoo-ban töltötte. 1991 és 1994 között is az IHL-ben a Kansas City Bladesben játszott majd 1994-ben három mérkőzésre felhívta a Dallas Stars az NHL-be. Az NHL-es élmény után négy idényt az IHL-ben töltött (Kansas City Blades, Cincinnati Cyclones, Orlando Solar Bears, Cincinnati Cyclones). 1996–1997-ben az AHL-ben a Carolina Monarchsben játszott. 1997–1998-ban az IHL-ben (Detroit Vipers) és az AHL-ben (Adirondack Red Wings) játszott és 1998-ban visszavonult.